# پیمان‌نامه عدم افشا

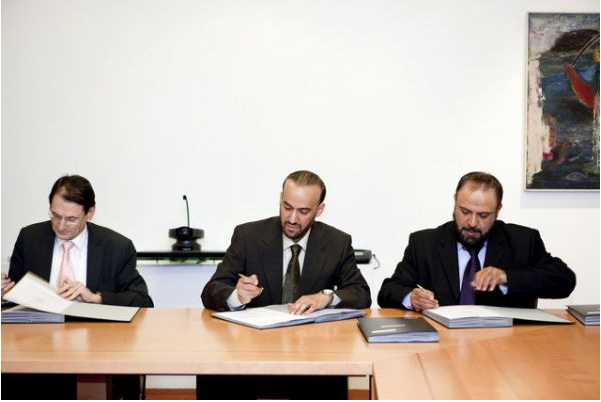
امضای قرارداد بین نمایندگان SRC و UM

پیمان‌نامهٔ عدم افشا (به انگلیسی: Non-disclosure agreement) قراردادی حقوقی میان حداقل دو دسته است که در آن دو طرف موافقت می‌کنند اطلاعات محرمانه، دانش و دیگر معلومات مورد نظر خود را برای اهداف به‌خصوصی با یکدیگر به اشتراک بگذارند، اما آن اطلاعات را از دسترس یک دستهٔ سومی دور نگه دارند. این قرارداد، قراردادی است که طی آن طرفین موافقت می‌کنند که اطلاعاتی که در قرارداد بر روی آن توافق کرده‌اند را فاش نکنند. یک پیمان‌نامهٔ عدم افشا، مراوده‌ای محرمانه میان دو دسته، به منظور مصون داشتن هر نوع اطلاعات محرمانه، انحصاری یا اسرار تجاری ایجاد می‌کند. برای مثال، دو دسته می‌توانند قراردادی با هم امضا کنند که در آن اسرار تجاری خود را با هم به اشتراک بگذارند، ولی آن را برای دیگران فاش نکنند.

## نام های دیگر قرارداد منع افشای اطلاعات
نام های دیگر پیمان نامه منع افشای اطلاعات عبارتند از:
- قرارداد NDA
- فرم عدم افشای اطلاعات
- توافق نامه محرمانگی اطلاعات یا توافق نامه محرمانه بودن اطلاعات
- بیانیه محرمانگی اطلاعات یا بیانیه محرمانه بودن اطلاعات
- توافق نامه اطلاعات اختصاصی PIA
- توافق نامه راز داری

بسته به حوزه کاری، ممکن است از عناوین دیگری برای اشاره به قرارداد NDA استفاده شود:
- توافق محرمانگی CA
- توافق افشای اطلاعات محرمانه CDA
- توافق اطلاعات مالکانه PIA
- توافق نامه رازداری SA

## نکات کلیدی که باید در قرارداد NDA درج شود
دو نکته حساس و کلیدی باید در کلیه قراردادهای NDA درج شود:

#### تعریف اطلاعات محرمانه
باید به دقت تعریف شود که اطلاعات محرمانه چیست و چه اطلاعاتی نباید افشا شود. در صورتی که تعریف دقیقی از اطلاعات محرمانه در قرارداد ارائه نشود، پیمان عدم افشا عملکرد ضعیفی خواهد داشت.

### مشخص کردن طرفین قرارداد
علاوه بر ارائه تعریف دقیق از اطلاعات محرمانه باید طرفین قرارداد و کلیه اشخاص و ذینفعان تعریف و مشخص شوند. برای مثال باید مشخص شود که اگر یکی از طرفین یک شخص حقوقی است آیا مسولیتی متوجه اعضا و افراد آن شرکت یا سازمان نیز هست یا خیر.